# Hydropsyche bulgaromanorum
Hydropsyche bulgaromanorum (propozycja polskiej nazwy: wodosówka bułgaroromańska) – gatunek owada wodnego z rzędu chruścików i rodziny wodosówkowatych (Hydropsychidae).
Larwy budują sieci łowne, są wszystkożernymi filtratorami, żyją w dolnych odcinkach dużych rzek potamal nizinnych. Gatunek w Polsce rzadki (zob. wskaźnik rzadkości gatunku) i nielicznie występujący. W Europie gatunek ginący. W kraju znane są stanowiska z dolnej Odry i środkowej Wisły.